# Etroplus canarensis
Etroplus canarensis ist eine Buntbarschart, die endemisch in zwei Flüssen (Kumaradhara und Nethravati) der südwestindischen Westghats im Süden des Bundesstaates Karnataka vorkommt.

## Merkmale
Er hat einen scheibenförmigen, sehr hochrückigen und seitlich stark abgeflachten Körper und wird bis zu 11,5 Zentimeter lang. Die Körperhöhe beträgt etwa 53 % der Standardlänge. Weibchen bleiben etwas kleiner. Ansonsten sind die Geschlechter kaum zu unterscheiden. Das relativ kleine Maul ist endständig und mit zwei oder drei Reihen kleiner Zähne besetzt. Gaumenzähne fehlen. Die Augen sind auffallend groß und haben einen Durchmesser, der etwas mehr als ein Zehntel der Standardlänge beträgt. Die Schuppen sind wenig ausgeprägten Kammschuppen, sie reichen bis auf die Basis der weichstrahligen Abschnitte von Rücken- und Afterflosse. Diese sind am Ende abgerundet oder nur leicht zugespitzt. Die Schwanzflosse ist eingebuchtet. Etroplus canarensis ist goldgelb, beige bis gelbbraun gefärbt und zeigt auf den Körperseiten acht schiefergraue bis braungraue, senkrechte Bänder. Jedes Band ist oben am dunkelsten und wird zum Bauch hin zunehmend heller. Die ersten beiden Binden, eine liegt direkt hinter dem Kopf, die andere unterhalb der Rückenflossenhartstrahlen vier bis acht, sind Y bzw. V-förmig, die dritte, die sich unterhalb der Rückenflossenmitte befindet hat die Form eines X. Die übrigen Bänder sind einfach. Die Rückenflosse ist schmutzig grün bis gelb gefärbt, die Brustflossen sind gelb mit einer schwarzen oder bläulichen Basis, die Bauchflossen und die Afterflosse sind gelblich an der Basis und schwärzlich im distalen Teil und die Schwanzflosse ist transparent. Ängstliche oder sich unwohl fühlende Fische verlieren den goldgelben Schimmer und werden gelbbraun mit dunkelbraunen Streifen.
- Flossenformel: Dorsale XXI–XXII/8, Anale XVI/6–7, Pectorale 16.
- Schuppenformel: mLR 30–31; SL 15–25.

## Lebensweise
Die Fische ernähren sich vor allem von Pflanzen und Fadenalgen, jedoch scheint pflanzliches Material eine geringere Bedeutung zu haben als beim nah verwandten Gestreiften Buntbarsch (Etroplus suratensis). Etroplus canarensis sind Substratlaicher, die ihr Gelege offen auf Steinen oder Holzstücken befestigen, und bilden eine Elternfamilie, bei der sich beide Eltern intensiv um Eier und Jungfische kümmern.
Etroplus canarensis kommt nur in einem kleinen Gebiet vor und ist durch Umweltverschmutzung und dem unkontrollierten Fang zum Zweck der Aquarienhaltung bedroht.